# 伊東俊郎
伊東 俊郎（いとう としろう、1955年4月7日 - ）は日本のレコーディング & ミキシング・エンジニア。鹿児島県出身。

## 概要
1976年、音響ハウスに入社。後にCBS・ソニー録音課、スマイルガレージを経て、現在はフリーランスで活動。主に、数々の歌手のレコーディング・エンジニア、ミキシング、プロデュースなどで参加。
スマイルガレージ時代は山下達郎等のエンジニアとして活動し、TM NETWORKとは第4のメンバーとして、1984年のデビューアルバム「RAINBOW RAINBOW」から40年近くにわたり現在に至るまでエンジニアとして接しており、宇都宮隆を「100言ったら100できるボーカリスト」と称し、デビュー時点でメンバー3人の一糸乱れることのないコーラスワークの完成度の高さを見抜いた。

## 参加しているアーティスト・作品
- 大瀧詠一
  - A LONG VACATION（アシスタント・エンジニア）[2]。
- 山下達郎
- 竹内まりや
- 吉田美奈子
- 佐野元春
- TM NETWORK
- 小室哲哉
- 宇都宮隆（ほとんどの作品に参加）
- 木根尚登
  - liquid sun（レコーディング・エンジニア、ミキシング）
  - The Beginning Place〜始まりの場所〜（レコーディング・エンジニア、ミキシング）
- 渡辺美里
- 米米CLUB
- HOUND DOG

## テレビ出演
- MASTER TAPE「CAROL」TM NETWORK（NHK BSプレミアム）
  - 2015年2年15日放送
- 関ジャム 完全燃SHOW（テレビ朝日系）
  - 2018年9月9日放送[3]